# Ed Bickert
Edward Isaac Bickert CM; známý jako Ed Bickert (29. listopadu 1932 – 28. února 2019) byl kanadský jazzový kytarista. Hrál na kytaru značky Fender Telecaster.

## Kariéra
Rodák z Hochfeld, Manitoba, Bickert vyrostl ve Vernonu, British Columbia. Když mu bylo osm let, začal hrát na kytaru. Vystupoval na country tancích se svými rodiči, kteří byli muzikanti, matkou na klavír, otcem na housle. Na počátku 50. let pracoval Bickert jako rádiový inženýr v Torontu.
Později se Bickert stal studiovým hudebníkem, nahrával jako sideman s Ronem Collierem, Moe Koffmanem, Philem Nimmonsem a Robem McConnellem a hrál v duu s Donem Thompsonem a triu s Thompsonem a Terry Clarkem. Pracoval s cestujícími americkými jazzovými hvězdami v Torontu, včetně Ruby Braffa, Paula Desmonda a Franka Rosolina. Poté, co hrál v Japonsku s Miltem Jacksonem, nahrával s Oscarem Petersonem, potom s Buddym Tateem. Na turné jel v 80. letech s McConnellem, Koffmanem a Peterem Appleyardem.
Bickert podepsal nahrávací smlouvu s Concord Records a nahrával s takovými osobnostmi jako jsou: Ernestine Anderson, Benny Carter, Rosemary Clooney, Lorne Lofsky, Dave McKenna, Ken Peplowski a Neil Swainson. Lofsky byl členem jeho kvarteta v 80. a 90. letech.